# Tevhid
Tevhid (arapski: توحيد‎) predstavlja koncept monoteizma u islamu te kao takav predstavlja najznačajniji temelj koncept u islamu prema kojemu je Alah (Bog) jedan i jedinstven.
Tevhid znači da je Bog svemoćan, da nema drugog boga osim Njega. Dodavanje drugih bogova uz Alaha naziva se širk i predstavlja veliki grijeh. Neki muslimani drže da se u skladu s tevhidom moraju strogo poštovati Božja pravila, jer u slučaju njihova nepoštovanja ili drugačijeg tumačenja osoba se postavlja kao Božji partner, jer svoju prosudbu stavlja iznad Božje, što se smatra širkom.
Da bi čovjek prema islamskom učenju bio monoteist (ar. muvahid), mora vjerovati u sljedeće odrednice:
- vjerovanje u Alahov rububijjet, tj. u to da je On Gospodar, Stvoritelj, Vladar i Onaj koji upravlja svim pitanjima Njegovih stvorenja.
- vjerovanje u Njegov uluhijjet, tj. u to da samo On istinski zaslužuje biti obožavan i da je svako božanstvo mimo Njega lažno.
- vjerovanje u Njegova imena (Esma ul-husna) i svojstva (sifat), tj. da On Uzvišeni ima lijepa imena i uzvišena svojstva u koja treba vjerovati u svijetlu učenja Kurana i sunneta, te da se nikom drugom ne pripisuju osobine Boga Uzvišenog

## Etimologija riječi
Korijen riječi je A-H-D, tako da na arapskom postoje izrazi:
- Ahad - jedan
- Tevhid - gdje T ima značenje napraviti, tako da tewhid doslovno znači napraviti jedno, ili u prenesenom značenju Bog je jedan.
- Vahdat (ili vehdat) - jedinstvo
- Vehid (ili vehad) - jedan je
- Vahid (ili vahid) - prvi

Na arapskom, tevhid znači ujedinjenje ili objedinjenje, tj. ujediniti, objediniti ili ujedinjeno, objedinjeno. Drugim riječima, tevhid je glagol za muslimana, dok je Bog El-Vahid, jedno od 99 Alahovih imena.